# Eduard Buchner
Eduard Buchner, född 20 maj 1860 i München, död 13 augusti 1917, var en tysk kemist. Han var bror till Hans Buchner.
Buchner blev 1898 professor i kemi vid lantbrukshögskolan i Berlin. Han publicerade åtskilliga arbeten i ren organisk kemi och jäsningskemi, men blev mest berömd för sina från 1897 publicerade undersökningar över alkoholjäsningen, genom vilka han lyckades bevisa, att denna inte, som tidigare allmänt antagits, är beroende av jästsvampens livsprocesser, utan framkallas av ett av denna svamp producerat enzym, som Buchner benämnde zymas. Det är möjligt att av jäst, genom sönderrivning och pressning under högt tryck, framställa en fullständigt cellfri saft, som har förmåga att i en sockerlösning framkalla kraftig alkoholjäsning.
Buchner utförde flera viktiga jäsningskemiska arbeten tillsammans med sin framstående medarbetare Jakob Meisenheimer, sedermera professor i Greifswald. För dessa arbeten samt huvudsakligen för upptäckten av den cellfria jäsningen belönades Buchner 1907 med Nobelpriset i kemi. Med anledning av denna utmärkelse kallades han som ordinarie professor 1909 till Breslau och 1911 till Würzburg. I egenskap av bayersk reservofficer deltog Buchner i första världskriget, sårades som förare för en ammunitionskolonn den 10 augusti 1917 vid Batinesti i Rumänien och dog tre dagar därpå på ett fältlasarett.